# آنيكا بيك
آنيكا بيك (بالألمانية: Annika Beck) مواليد 16 فبراير 1994 في غيسن، هي لاعبة كرة مضرب ألمانية بدأت مسيرتها كمحترفة سنة 2009 تلعب باليد اليمنى وتحتل حالياً المرتبة 39 (8 فبراير 2016) في تصنيف رابطة محترفات كرة المضرب. هي إحدى بطلات الجراند سلام. أعلى تصنيف لها في الفردي كان 39. أعلى تصنيف لها في الزوجي كان 102.

## الخط الزمني للأداء
مفتاح
| ف | ن | ن.ن | ر.ن | د# | د.م | ل | أ.أ | ت | غ | ب | ف | ذ | م.خ | ل.ت |

(ف) فاز بالبطولة (ن) وصل النهائي (ن.ن) نصف النهائي (ر.ن) ربع النهائي (د#) الأدوار الأربعة الأولى (د.م) دور المجموعات (ل) شارك في كأس ديفيز (أ.أ) خرج من الأدوار الاولى (ت) خسر التصفيات التأهيلية (غ) غاب عن الحدث أو البطولة (ب) حصل على ميدالية برونزية (ف) حصل على ميدالية فضية (ذ) حصل على ميدالية ذهبية (م.خ) بطولة الماسترز خُفضت إلى مرتبة أقل (ل.ت) البطولة لم تعقد في السنة المعينة.
لتجنب الارتباك وازدواجية الحساب، يتم تحديث هذه المعلومات إما في نهاية البطولة، أو عندما تكون مشاركة اللاعب في البطولة قد انتهت.

### الفردي
| الدورة            | 2012 | 2013 | 2014 | 2015 | 2016 | ف-خ  |
| ----------------- | ---- | ---- | ---- | ---- | ---- | ---- |
| أستراليا المفتوحة | غ    | د2   | د2   | د1   | د4   | 5-4  |
| فرنسا المفتوحة    | ت1   | د2   | د1   | د3   | بلا  | 3–3  |
| بطولة ويمبلدون    | د1   | د2   | د1   | د1   | بلا  | 1–4  |
| أمريكا المفتوحة   | ت1   | د1   | د1   | د1   | بلا  | 0–2  |
| فوز-خسارة         | 0–1  | 3–4  | 1–4  | 2–4  | 3-1  | 6–13 |

## روابط خارجية
- آنيكا بيك على موقع رابطة محترفات التنس (الإنجليزية)
- آنيكا بيك على موقع الاتحاد الدولي لكرة المضرب (الإنجليزية)
- آنيكا بيك على موقع كأس بيلي جين كينغ (الإنجليزية)
- آنيكا بيك على موقع خلاصة التنس.كوم (الإنجليزية)
- آنيكا بيك على موقع إي إس بي إن.كوم (الإنجليزية)
- آنيكا بيك على موقع اللجنة الأولمبية الدولية (الإنجليزية)
- آنيكا بيك على موقع أوليمبيديا (الإنجليزية)
- آنيكا بيك على موقع اللجنة الأولمبية الألمانية (الألمانية)